# Dermestidae
I Dermestidi (Dermestidae Latreille, 1804) sono una famiglia di insetti dell'ordine dei Coleotteri.

## Descrizione
Sono insetti generalmente di piccole dimensioni (raramente sopra i 5 mm) e presentano spesso colorazioni scure e opache. Alcune specie del genere Anthrenus presentano le elitre marmorizzate. Le zampe degli adulti sono corte ed estremamente sottili e non consentono all'insetto di muoversi velocemente. Quando l'insetto cade sulla schiena può utilizzare le ali (che in parecchie specie sono molto grandi, arrivando a misurare fino a ¾ della lunghezza dell'intero corpo) per fare leva e raddrizzarsi. Le larve si nutrono di carcasse di altri insetti morti e sono dotate di tre paia di zampe locomotorie molto corte e sottili che vengono utilizzate solo per brevi tratti anche perché le larve tendono a stare vicino al luogo di deposizione. La testa degli adulti presenta delle mandibole più piccole rispetto a quelli delle larve che sono utilizzate per nutrirsi del nettare dei fiori.

## Biologia
Lo sviluppo di questi insetti dura circa 1 anno: l'insetto passa l'autunno e l'inverno come larva (che si sviluppa all'interno delle carcasse di mammiferi o di insetti morti di grandi dimensioni) per poi raggiungere la fase adulta con l'arrivo della primavera. I dermestidi adulti sono molto diffusi, ma è difficile osservarli vista la loro grande abilità nel mimetismo. La cromatura delle elitre, infatti, permette loro di essere poco visibili sulle piante.

## Distribuzione e habitat
I dermestidi sono distribuiti in tutto il mondo eccetto le regioni polari.
Frequentano spesso e volentieri le zone abitate dagli uomini e sono talora presenti anche all'interno delle case.

## Tassonomia
La famiglia Dermestidae comprende le seguenti sottofamiglie, tribù e generi:
- Sottofamiglia Attageninae Casey, 1900
  - Tribù Apphianini Háva & Zahradník
    - Genere Apphianus Beal, 2005

  - Tribù Attagenini Casey, 1900
    - Genere Attagenus Latreille, 1802
    - Genere Novelsis Casey, 1900
    - Genere Sefrania Pic, 1899

  - Tribù Egidyellini Semenov-Tian-Shanskiy, 1916
    - Genere Egidyella Reitter, 1899

  - Tribù Ranolini Háva & Zahradník
    - Genere Katkaenus Háva, 2006
    - Genere Ranolus Blair, 1929
- Sottofamiglia Dermestidae incertae sedis
  - Genere Reeveana Dunstan, 1923
  - Genere Tryoniopsis
- Sottofamiglia Dermestinae Latreille, 1807
  - Tribù Dermestini Latreille, 1807
    - Genere Derbyana Lawrence & Slipinski, 2005
    - Genere Dermestes Linnaeus, 1758

  - Tribù Marioutini Jacobson, 1913
    - Genere Mariouta Pic, 1898
    - Genere Rhopalosilpha Arrow, 1929
- Sottofamiglia Megatominae Leach, 1815
  - Tribù Anthrenini Casey, 1900
    - Genere Anthrenus Geoffroy, 1762
    - Genere Neoanthrenus Armstrong, 1941

  - Tribù Megatomini Ganglbauer, 1904
    - Genere Adelaidia Blackburn, 1891
    - Genere Amberoderma Háva & Prokop, 2004
    - Genere Anthrenocerus Arrow, 1915
    - Genere Caccoleptus Sharp, 1902
    - Genere Claviella Kalík, 1987
    - Genere Cryptorhopalum Guérin-Méneville, 1838
    - Genere Ctesias Stephens, 1830
    - Genere Globicornis Latreille in Cuvier, 1829
    - Genere Hemirhopalum Sharp, 1902
    - Genere Hirtomegatoma Pic, 1931
    - Genere Labrocerus Sharp in Blackburn & Sharp, 1885
    - Genere Megatoma Herbst, 1792
    - Genere Miocryptorhopalum Pierce, 1960
    - Genere Myrmeanthrenus Armstrong, 1945
    - Genere Orphinus Motschulsky, 1858
    - Genere Paratrogoderma Scott, 1926
    - Genere Phradonoma Jacquelin du Val, 1859
    - Genere Reesa Beal, 1967
    - Genere Thaumaglossa Redtenbacher, 1867
    - Genere Trogoderma Dejean, 1821
    - Genere Trogoparvus Háva, 2001
    - Genere Turcicornis Háva, 2000
    - Genere Volvicornis Háva & Kalík, 2004
    - Genere Zhantievus Beal, 1992
- Sottofamiglia Orphilinae LeConte, 1861
  - Tribù Orphilini LeConte, 1861
    - Genere Orphilodes Lawrence & Slipinski, 2005
    - Genere Orphilus Erichson, 1848
- Sottofamiglia Thorictinae Agassiz, 1846
  - Tribù Thaumaphrastini Anderson, 1949
    - Genere Thorictodes Reitter, 1875

  - Tribù Thorictini Agassiz, 1846
    - Genere Afrothorictus Andreae, 1967
    - Genere Macrothorictus Andreae, 1967
    - Genere Thorictus Germar, 1834
- Sottofamiglia Trinodinae Casey, 1900
  - Tribù Thylodriini Beal, 1959
    - Genere Thylodrias Motschulsky, 1839
    - Genere Trichodrias Lawrence & Slipinski, 2005

  - Tribù Trichelodini Peacock, 1978
    - Genere Hexanodes Blair, 1941
    - Genere Trichelodes Carter, 1935

  - Tribù Trinodini Casey, 1900
    - Genere Apsectus LeConte, 1854
    - Genere Evorinea Beal, 1961
    - Genere Trinodes Dejean, 1821

  - Tribù Trinoparvini Háva & Zahradník
    - Genere Trinoparvus Háva, 2004